# قاعدة حماقير
قاعدة حماقير، (بالإنجليزية: Hammaguir) هي قاعدة لتجريب واطلاق الصواريخ إلى الفضاء، تقع في الجزائر ببلدية العبادلة تبعد مسافة 120 كلم عن ولاية بشار، في سنوات 1947-1967 تم إطلاق الصواريخ بهذا الموقع وقد تم استخدام هذا الموقع من طرف فرنسا قبل الاستقلال الجزائري.

## تاريخ

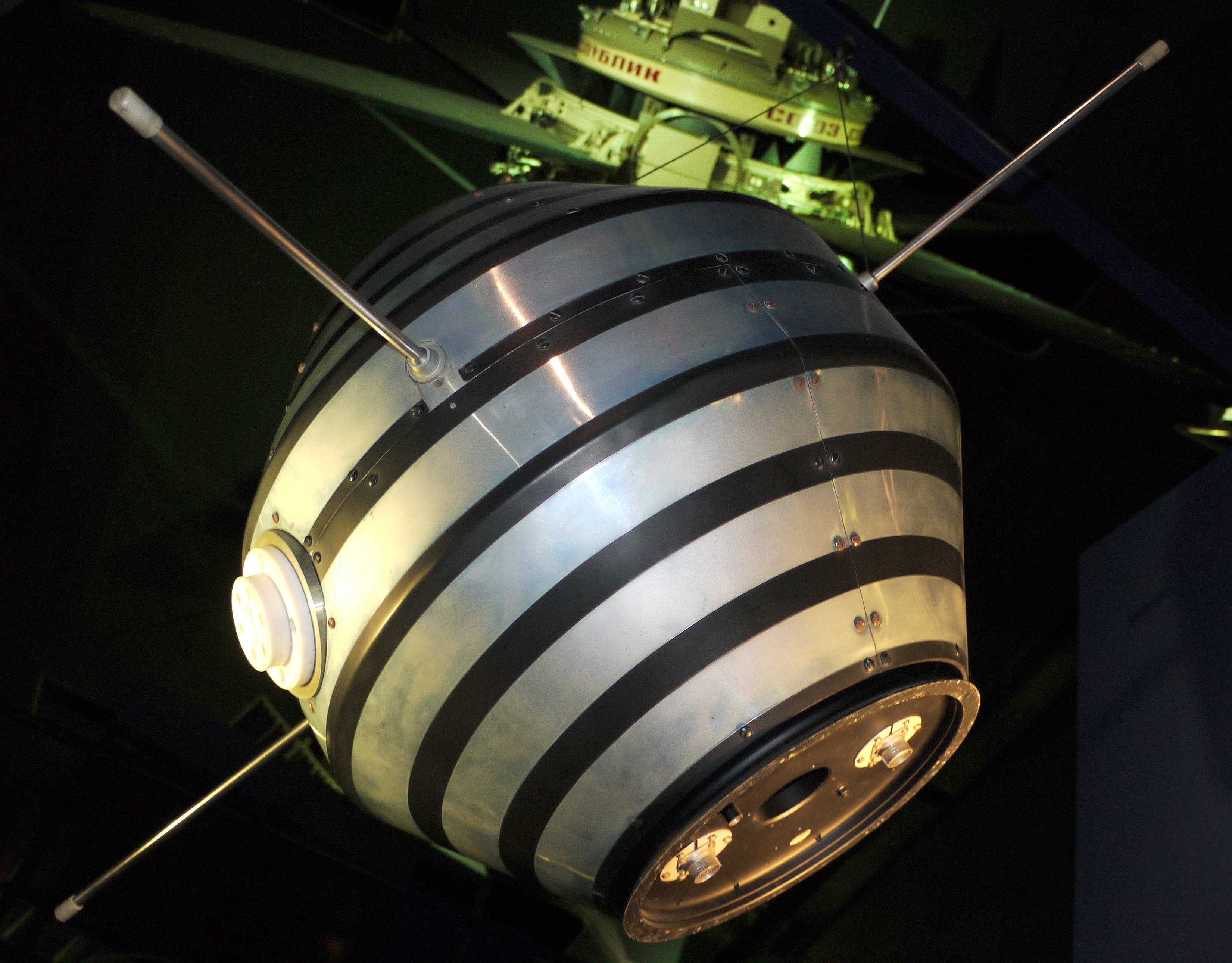
أستيريكس (قمر صناعي) الفرنسي

أطلقت وتحديدا في 26 تشرين الثاني/نوفمبر 1965، أول قمر صناعي لها، أستيريكس، هو أول قمر صناعي فرنسي، أطلق إلى المدار، بعد إطلاق ناجح ديامان (صاروخ) من موقع حماقير، ببلدية العبادلة ولاية بشار (جنوب غرب الجزائر)، وهي منطقة صحراوية كانت تستعمل لتنفيذ التجارب الفرنسية، وصنع القمر الصناعي الفرنسي «أستريكس» على شكل برميل صغير عليه خطوط سوداء، وشكل وضعه في مدار الكرة الأرضية في تلك الفترة نقلة علمية هامة قال عنها رئيس فرنسا آنذاك شارل ديغول إنها «إنجاز هام لفرنسا»، وباتت فرنسا على إثر نجاح تلك المهمة «قوة الفضاء» الثالثة في العالم بعد الولايات المتحدة والاتحاد السوفيتي سابقاً، كما مهد المشروع الفرنسي الفضائي لاحقا لأوروبا بدخول نادي «الفضاء العالمي» من بابه الواسع، وفي هذا الشأن، قال أول مدير علمي وتقني للمركز الوطني الفرنسي لدراسات الفضاء (سي أن أو أس) (جاك بلامون) «كان الجميع يظن آنذاك أنه بإمكان القوتين العظميين فقط إطلاق أقمار صناعية»، وأضاف «كنا نعتقد أننا لسنا مؤهلين لذلك، كما أن التكلفة كانت باهظة واعتقد البعض أن هذا لن ينفعنا بأي شيء»، واعتبرت صحيفة «ليكسبرس» الفرنسية في عددها الصادر الخميس (29 تشرين الثاني/نوفمبر) أن الأوضاع في فرنسا تغيرت مع عودة الجنرال ديغول إلى السلطة في أيار/مايو 1958، بحيث أن ديغول أعطى الأولوية لما سماها «القوة الضاربة»، وأخلت فرنسا في 1967 قاعدة حماقير وفقا لما نصت عليه اتفاقيات إيفيان بين فرنسا والجزائر والتي مهدت لاستقلال الجزائر، وقد أطلقت فرنسا 271 صاروخا من تلك القاعدة التي أسسها جيش الاستعمار في 1948 بغرض إجراء تجارب في إطار مشروع فرنسا الفضائى، وقد اختارت صحراء حماقير لعدة اعتبارات منها:
شساعة المنطقة بعدها عن الاتحاد السوفياتي، ولتكون تجارب فرنسا للصواريخ الباليستية وذات المدى البعيد في منأى عن هذه الدولة المناوئة، في إطار الصراع والحرب الباردة التي كانت قائمة بين المعسكرين الشرقي والغربي، وكذا حماية هذا المركز من أي هجوم يمكن أن يقوم به الاتحاد السوفياتي، إلى جانب التواجد العسكري الفرنسي في المنطقة، فقد كانت تحيط بها أزيد من (20 ثكنة عسكرية) موزعة على مساحة شاسعة في كل من: العبادلة، كسيكسو، بشار، القنادسة ومنونات، توفرها على مطارات عسكرية هامة، وعلى العنصر البشري، وقد حققت هذه التجارب الصاروخية المتعددة نجاحات باهرة، إلا أنّ الدوائر الفرنسية العسكرية مازالت تتكتم عليها.

## مكونات القاعدة
يتكون مجمع الإطلاق من عدة مرافق ومنشئات وهي:
- صحن «سيكلوب»
- مقراب أو تليسكوب «أيڨور»
- منصة إطلاق «بريجيت»
- مبنى تجهيز المركبات
- قاعدة الحياة تستوعب 1000 شخص.
- مركز التحكم في الإطلاق، للإشراف على عمليات الإطلاق.
- ممر مزدوج، يُستخدم لنقل الصواريخ والمركبات بين مبنى تجهيز المركبات ومنصات الإطلاق.
- منشأة معالجة المركبات المدارية، تُستخدم لصيانة المركبات الفضائية.
- منشأة الأخبار، منشأة مخصصة للصحفيين والقنوات الفضائية، حيث يتم بث عمليات الإطلاق على التلفاز من خلالها.

## وصلات خارجية
- الموقع الرسمي للوكالة الفضائية الجزائرية